# Street Legal
Street Legal ist das 18. Studioalbum des US-amerikanischen Songwriters Bob Dylan. 1978 erschienen, steht es chronologisch zwischen dem Vorgänger Desire (1976) und dem 1979 erschienenen Folgealbum Slow Train Coming. Verglichen mit den Vorgänger-Studioalben – insbesondere dem von der Kritik teils enthusiastisch gelobten Vorgänger Desire – erhielt Street Legal enttäuschende Kritiken. Bekannte Stücke sind die beiden Singleauskoppelungen Changing of the Guards und Baby, Stop Crying sowie die Ballade Señor (Tales of Yankee Power). Biografisch steht Street Legal am Beginn von Dylans stark christlich geprägter Periode Ende der 1970er, welche sich insbesondere auf die drei Anschlussalben stark prägend auswirkte.

## Inhalte und Hintergründe
Street Legal entstand vor dem Hintergrund einer privat wie künstlerisch vielfältig angespannten Situation. Privat trug Dylan immer noch an den Folgen der Scheidung von seiner Ex-Frau Sara im Vorjahr sowie den damit einhergehenden Auseinandersetzungen um das Sorgerecht für die gemeinsamen Kinder. Künstlerisch stand Dylan Mitte der 1970er zwar im Zenit seiner Karriere. Angesichts der kreativ fruchtbaren Zusammenarbeit mit der Formation The Band und zahlreichen anderen Musikern sowie dem hochgelobten 1976er-Album Desire, welches als Highlight das auch kommerziell erfolgreiche Protestlied Hurricane enthielt, waren die Erwartungen bei Kritikern wie bei Publikum und Anhängern indes entsprechend hoch. Nachdem der Sänger im Vorjahr wenig in der Öffentlichkeit präsent war, verlegte er 1978 den Schwerpunkt seiner Aktivitäten auf die Ausweitung des Tourkonzepts der Rolling Thunder Revue auf Europa, Japan und andere Regionen. Die Aufnahmen zu Street Legal erfolgten quasi als Zwischenstopp – nach 22 Konzerten in Japan zu Jahresbeginn und einer mit 91 Auftritten ebenfalls stark strapaziösen Tour in Europa im Verlauf der zweiten Jahreshälfte – mit Deutschlandpremieren Ende Juni 1978 in der Dortmunder Westfalenhalle sowie der Berliner Deutschlandhalle.
Die Aufnahmesessions zu Street Legal fanden in einem zeitlich stark komprimierten Rahmen statt: zwischen dem 25. April und dem 2. Mai 1978. Aufnahmeort waren die Rundown Studios in Santa Monica, Kalifornien. Produzent war Don DeVito – ein Aufnahmeprofi, der bereits zahlreiche andere Pop- und Rock-Größen produziert hatte. Stilistisch waren die neuen Stücke deutlich von Gospel- und Spiritual-Anklängen geprägt – ein Aspekt, der unter anderem auch dadurch zutage trat, dass an den Aufnahmen ein Background-Chor mit drei Background-Sängerinnen mitwirkte. Die Kompositionen stammten ausnahmslos von Dylan selbst. Die Texte der insgesamt 9 Lieder beschäftigten sich teils stark mit der zurückliegenden Trennung. We Better Talk This Over nimmt direkt Bezug auf die zurückliegende Scheidung. Mit der beendeten Beziehung auseinandersetzen sich auch True Love Tends to Forget und No Time to Think – ein Walzer und mit über acht Minuten das längste Stück der Platte. Where Are You Tonight? (Journey Through Dark Heat) ist ein von surrealistischen Metaphern geprägtes Stück über die Frage, was man im Leben sein beziehungsweise darstellen möchte. Mit dem Thema Liebe beschäftigen sich auch das blueslastige Stück New Pony sowie die spiritual-beeinflusste Ballade Is Your Love in Vain? Mit starkem Backgroundchor-Einsatz warten auch die beiden Single-Auskoppelungen Changing of the Guards und Baby, Stop Crying auf. Changing of the Guards, das Eröffnungsstück der Platte, beschreibt eine mit bildhaften Anspielungen reiche Szenerie ähnlich wie Lewis Carrolls Geschichte Alice im Wunderland. Baby, Stop Crying ist ein Trost-Lied. Als wahren Adressaten sahen Kritiker des Albums allerdings weniger das im Lied beschriebene Mädchen, sondern vielmehr Dylan selbst. Señor (Tales of Yankee Power) schließlich, eine ebenfalls stark gospellastige, vom Tempo her getragen-langsame Ballade, thematisiert die Fragen eines Jüngers an seinen Meister, wohin seine Reise eigentlich gehen solle.

## Rezeption und Kritik
Ein wesentlicher Kritikpunkt an Street Legal betraf die unausgereifte, handwerklich zum Teil nachlässig umgesetzte Präsentation der neuen Songs. Dylan selbst räumte die Berechtigung dieser Kritik rückblickend ein. Als Entschuldigungsgrund führte er die damals gesetzten Tournee-Prioritäten auf: „Wir haben eine Woche gebraucht, um ‚Street Legal‘ zu machen. In der nächsten Woche haben wir es abgemischt und die Woche darauf herausgebracht. Wenn wir das nicht so schnell hingekriegt hätten, hätten wir überhaupt keine Platte gemacht, denn wir waren auf dem Sprung, wollten wieder auf Tournee gehen.“ Als eines der eher schwachen Dylan-Studioalben bewertet Street Legal auch der deutsche Dylan-Autor Olaf Benzinger. Benzingers Zwischenfazit im Rahmen seiner Darstellung von Dylans Gesamt-Oeuvre: „Sicher ist ‚Street Legal‘ das schwächste Album dieser Schaffensphase, und mildernde Umstände wie die kolossal anstrengende Tournee sowie die mentale Erschöpfung Dylans nach der endgültigen Trennung von Sara greifen nur bedingt.“
Unterschiedlich bewertet wurde Street Legal seitens namhafter Kritiker des US-amerikanischen Musikmagazins Rolling Stone. Dylan-Experte Greil Marcus schrieb für das Magazin ebenfalls eine stark kritische Rezension mit dem Tenor, dass Street Legal musikalisch lediglich Ideen und Stilelemente anderer Songs und Künstler wiederverwerte. Allerdings führte Marcus in seiner Rezension die konträre Beurteilung seines Kollegen Dave Mersh auf. Anders als Marcus bewertete dieser Street Legal als gelungen und sogar überdurchschnittlich „joyfull“. In Bezug auf Dylans Gesamtoeuvre ist die Tendenz trotzdem die, Street Legal als eher schwaches Album oder zumindest widerspruchsvoll einzuordnen. Aufgrund der stark unterschiedlich ausfallenden Urteile listet die Musik-Webseite stereogum.com Street Legal auf Platz 3 der 10 umstrittensten Dylan-Alben – direkt nach Infidels (Platz 2) und vor Oh Mercy (Platz 4).

## Outtakes und Coverversionen
Im Unterschied zu den meisten anderen Studioalben von Bob Dylan gibt es – zumindest bislang – keine Outtakes; das im Zug der Sessions entstandene Aufnahmematerial wurde entweder auf Street Legal selbst oder überhaupt nicht veröffentlicht. In der Originalfassung unveröffentlicht sind bislang drei Aufnahmen. Zwei davon – Coming from the Heart und Walk Out in the Rain – wurden zwischenzeitlich von Michel Montecrossa und Eric Clapton eingespielt. Die Street-Legal-Produktion selbst wurde für die CD-Veröffentlichung 1999 von Don DeVito neu abgemischt. Eine noch bessere Klangbalance weist die 2003 erschienene SACD-Version auf.
Von Bob Dylan selbst wurde das Street-Legal-Songmaterial unterschiedlich behandelt. Changing of the Guards etwa war lediglich im Rahmen der 1978-Tour Teil des Programms. Als Coverversion spielten den Song unter anderem Patti Smith, die Alternative-Rock-Band The Gaslight Anthem, Frank Black und Michel Montecrossa ein. Señor (Tales of Yankee Power) wurde unter anderem von den Folk-Musikern Tim O’Brien und Richard Shindell gecovert. Darüber hinaus fanden Fremdinterpretationen des Stücks Verwendung in den beiden Dylan-Filmen Masked and Anonymous (von Jerry Garcia) und I’m Not There (von Calexico & Willie Nelson). Is Your Love in Vain? gibt es in Versionen von Barb Jungr und dem Dylan-Coverinterpreten Michel Montecrossa. Where Are You Tonight? (Journey Through Dark Heat) wurde von der australischen Rockband Zimmermen neu eingespielt, New Pony von dem deutschen Singer-Songwriter und Rockmusiker Tom Liwa.
Eine Live Version von Is your Love in Vain findet sich auf dem Album At Budokan.

## Titelliste
Seite 1
1. Changing of the Guards – 6:41 (7:04 Remix von 1999)
2. New Pony – 4:28
3. No Time to Think – 8:19
4. Baby Stop Crying – 5:19

Seite 2
1. Is Your Love in Vain? – 4:30
2. Señor (Tales of Yankee Power) – 5:42
3. True Love Tends to Forget – 4:14
4. We Better Talk This Over – 4:04
5. Where Are You Tonight? (Journey Through Dark Heat) – 6:16

## Kommerzieller Erfolg

### Chartplatzierungen
| ChartsChartplatzierungen       | Höchstplatzierung | Wochen/ Monate |
| ------------------------------ | ----------------- | -------------- |
| Deutschland (GfK)              | 16 (3 Mt.)        | 3 Mt.          |
| Österreich (Ö3)                | 7 (5 Mt.)         | 5 Mt.          |
| Vereinigte Staaten (Billboard) | 11 (23 Wo.)       | 23 Wo.         |
| Vereinigtes Königreich (OCC)   | 2 (20 Wo.)        | 20 Wo.         |

### Auszeichnungen für Musikverkäufe
| Land/Region                  | Auszeichnungen für Musikverkäufe (Land/Region, Auszeichnung, Verkäufe) | Verkäufe  |
| ---------------------------- | ---------------------------------------------------------------------- | --------- |
| Australien (ARIA)            | Gold                                                                   | 30.000    |
| Frankreich (SNEP)            | Gold                                                                   | 100.000   |
| Kanada (MC)                  | Platin                                                                 | 100.000   |
| Neuseeland (RMNZ)            | Platin                                                                 | 20.000    |
| Vereinigte Staaten (RIAA)    | Gold                                                                   | 500.000   |
| Vereinigtes Königreich (BPI) | Platin                                                                 | 300.000   |
| Insgesamt                    | 3× Gold · 3× Platin ·                                                  | 1.050.000 |

Hauptartikel: Bob Dylan/Auszeichnungen für Musikverkäufe